# Technische Fraktion der Unabhängigen Abgeordneten
Die Technische Fraktion der Unabhängigen Abgeordneten – Gemischte Fraktion (engl. Technical Group of Independent Members, fr. Groupe technique des députés indépendants), kurz TGI oder TDI, war eine von 20. Juli bis 13. September 1999 und von 1. Dezember 1999 bis 4. Oktober 2001 im Europäischen Parlament bestehende Fraktion. Sie zählte bei der Gründung 29 Abgeordnete, ab 23. Juli 1999 18 Abgeordnete. Vorsitzende waren Gianfranco dell’Alba und Francesco Speroni.

## Geschichte
Die Technische Fraktion der Unabhängigen Abgeordneten entstand in der Folge der Europawahl 1999. Auf Grund der Vorzüge eines Fraktionsstatus im Europäischen Parlament beschlossen die Abgeordneten der Alleanza Nazionale, Lista Emma Bonino, Lega Nord, Fiamma Tricolore, Euskal Herritarrok sowie des Front National und des Vlaams Blok eine gemeinsame technische Fraktion zu bilden. Die Technische Fraktion der Unabhängigen bestand mit dem Front National, der Alleanza Nazionale, der Fiamma Tricolore, der Lega Nord und dem Vlaams Blok überwiegend aus Abgeordneten des rechtskonservativen und rechtsextremen Spektrums, zählte aber mit der Lista Emma Bonino und der Euskal Herritarrok auch eine liberale und linksextremistische Gruppierung.
Nachdem sie am 20. Juli 1999 unter dem Ko-Vorsitz der italienischen Politiker Gianfranco dell’Alba und Francesco Speroni gegründet worden war, wurde die Fraktion durch das Plenum am 14. September wegen „fehlender politischer Zugehörigkeit“ in Bezug auf Artikel 29 Absatz 1 der Geschäftsordnung des Europäischen Parlaments aufgelöst. Infolgedessen legten die Abgeordneten Jean-Claude Martinez und Charles de Gaulle Einspruch ein. Während sich Jean-Claude Martinez auf den Artikel 242 des EG-Vertrags berief, berief sich Charles de Gaulle auf Artikel 230.
Nachdem mit Bezug auf Artikel 242 beim Europäischen Gericht erster Instanz erfolgreich Einspruch eingelegt worden war, wurde die Fraktion am 1. Dezember 1999 bis zur Gerichtsverkündung über den Artikel 230 wieder zugelassen. Am 2. Oktober 2001 entschied das Europäische Gericht erster Instanz zu Artikel 230, dass die Auflösung der Fraktion rechtmäßig war. Infolgedessen wurde die Fraktion am 4. Oktober 2001 aufgelöst. Am 11. Oktober 2001 kündigte Gianfranco dell’Alba an, Einspruch gegen die Entscheidung des Europäischen Gerichts erster Instanz beim Europäischen Gerichtshof einzulegen. Es folgte eine Klage am 11. Dezember 2001 von Jean-Claude Martinez als Einzelperson, die am 11. November 2003, und eine Klage vom Front National am 17. Dezember 2001, die am 29. Juni abgewiesen wurde. Ergebnis der zahlreichen Gerichtsurteile war, dass eine offensichtlich gemischte Fraktion „fehlender politischer Zugehörigkeit“ rechtlich nicht gedeckt ist.

## Mitglieder
| Land       | Mitgliedspartei   | Anzahl | Abgeordnete |
| ---------- | ----------------- | ------ | --- |
| Belgien    | Vlaams Blok       | 2      | Frank Vanhecke, Karel Dillen                                                                                             |
| Frankreich | Front National    | 5      | Jean-Claude Martinez, Carl Lang, Bruno Gollnisch, Charles de Gaulle, Jean-Marie Le Pen                                   |
| Italien    | Liste Emma Bonino | 7      | Marco Pannella, Marco Cappato, Benedetto Della Vedova, Emma Bonino, Gianfranco Dell’Alba, Olivier Dupuis, Maurizio Turco |
| Italien    | Lega Nord         | 3      | Francesco Speroni, Mario Borghezio, Gian Paolo Gobbo                                                                     |
| Italien    | Fiamma Tricolore  | 1      | Roberto Bigliardo (bis 30. September 2001, dann Wechsel zur UEN-Fraktion)                                                |

Die acht Abgeordneten der Alleanza Nazionale (zur UEN-Fraktion) sowie Mariotto Segni (Patto Segni, zur UEN-Fraktion), Marco Formentini (Lega Nord, zu Fraktionslose) und der Spanier Koldo Gorostiaga Atxalandabaso (Euskal Herritarrok, zu Fraktionslose) verließen die Fraktion vor der Konstituierung des Parlaments.